# Primera División (Chile) 2013/14 Apertura
Die Apertura der Primera División 2013, auch unter dem Namen Campeonato Nacional Apertura Petrobras 2013 bekannt, war die 93. Spielzeit der Primera División, der höchsten Spielklasse im Fußball in Chile. Die Saison begann am 26. Juli und endete am 10. Dezember.
Die Saison wurde wie bereits in den Vorjahren in zwei eigenständige Halbjahresmeisterschaften, der Apertura und Clausura, unterteilt. Durch die Transición 2013 wurde der Rhythmus vom Kalenderjahr auf den europäischen Modus angepasst.
Die Meisterschaft gewann das Team von CD O’Higgins, das sich im Finale gegen CD Universidad Católica mit 1:0 durchsetzen konnte. Für den Universitätsklub, der sich damit gleichzeitig für die Copa Libertadores 2014 qualifizierte, war es der erste Meisterschaftstitel der Vereinsgeschichte. Als Sieger der Pre-Liguilla, in der die Plätze zwei bis fünf den zweiten Startplatz ausspielen, qualifizierte sich CF Universidad de Chile.
Für die Copa Sudamericana 2014 qualifizierte sich der Finalist der Pre-Liguilla Deportes Iquique. Die Absteiger wurden anhand der Gesamttabelle am Ende der Clausura ermittelt.

## Modus
Die 18 Teams spielen einmalig jeder gegen jeden. Meister ist das Team mit den meisten Punkten. Bei Punktgleichstand gibt es ein Entscheidungsspiel.
Für die Copa Libertadores qualifizieren sich der Meister sowie der Gewinner der Pre-Liguilla Copa Libertadores, an der die Teams auf den Plätzen zwei bis fünf in Halbfinale und Finale den weiteren Startplatz ausspielen. Der Finalist qualifiziert sich für die Copa Sudamericana. Die Absteiger werden anhand der Gesamttabelle am Ende der Clausura ermittelt.

## Teilnehmer
Der Absteiger der Vorsaison CD San Marcos de Arica wurden durch den Aufsteiger aus der Primera B Universidad de Concepción ersetzt. Folgende Vereine nahmen daher an der Meisterschaft 2013/14 teil:
| Mannschaft                | Stadt             | Stadion                                      | Kapazität |
| ------------------------- | ----------------- | -------------------------------------------- | --------- |
| Deportes Antofagasta      | Antofagasta       | Estadio Regional de Antofagasta              | 26.339    |
| Audax Italiano            | Santiago de Chile | Estadio Bicentenario Municipal de La Florida | 12.000    |
| CD Cobreloa               | Calama            | Estadio Zorros del Desierto                  | 20.180    |
| CD Cobresal               | El Salvador       | Estadio El Cobre                             | 20.752    |
| CSD Colo-Colo             | Santiago de Chile | Estadio Monumental                           | 45.000    |
| Everton                   | Viña del Mar      | Estadio Sausalito                            | 18.000    |
| CD Huachipato             | Talcahuano        | Estadio CAP                                  | 10.500    |
| Ñublense                  | Chillán           | Estadio Nelson Oyarzún                       | 12.000    |
| CD O’Higgins              | Rancagua          | Estadio El Teniente                          | 15.450    |
| Rangers de Talca          | Talca             | Estadio Fiscal de Talca                      | 08.324    |
| CD Palestino              | Santiago de Chile | Estadio Municipal de La Cisterna             | 08.000    |
| Deportes Iquique          | Iquique           | Estadio Tierra de Campeones                  | 12.000    |
| Santiago Wanderers        | Valparaíso        | Estadio Elías Figueroa Brander               | 18.500    |
| Universidad Católica      | Santiago de Chile | Estadio San Carlos de Apoquindo              | 13.000    |
| Universidad de Chile      | Santiago de Chile | Estadio Nacional de Chile                    | 49.000    |
| Universidad de Concepción | Concepción        | Estadio Municipal de Concepción              | 29.000    |
| Unión Española            | Santiago de Chile | Estadio Santa Laura                          | 19.000    |
| Unión La Calera           | La Calera         | Estadio Municipal Nicolás Chahuán Nazar      | 10.000    |

## Ligaphase
| Pl.                                | Verein                        | Sp. | S  | U | N  | Tore    | Diff. | Punkte |
| ---------------------------------- | ----------------------------- | --- | -- | - | -- | ------- | ----- | ------ |
| 1.                                 | Universidad Católica          | 17  | 12 | 3 | 2  | 037:130 | +24   | 39     |
| 2.                                 | CD O’Higgins                  | 17  | 12 | 3 | 2  | 028:130 | +15   | 39     |
| 3.                                 | Unión Española (M)            | 17  | 9  | 1 | 7  | 021:150 | +6    | 28     |
| 4.                                 | Universidad de Chile          | 17  | 7  | 6 | 4  | 031:160 | +15   | 27     |
| 5.                                 | CD Palestino                  | 17  | 8  | 3 | 6  | 026:260 | ±0    | 27     |
| 6.                                 | Deportes Iquique              | 17  | 7  | 5 | 5  | 022:210 | +1    | 26     |
| 7.                                 | Deportivo Ñublense            | 17  | 7  | 3 | 7  | 028:280 | ±0    | 24     |
| 8.                                 | CSD Colo-Colo                 | 17  | 7  | 3 | 7  | 022:230 | −1    | 24     |
| 9.                                 | CD Cobresal                   | 17  | 7  | 3 | 7  | 018:250 | −7    | 24     |
| 10.                                | CD Cobreloa                   | 17  | 6  | 5 | 6  | 019:180 | +1    | 23     |
| 11.                                | Deportes Antofagasta          | 17  | 6  | 5 | 6  | 018:220 | −4    | 23     |
| 12.                                | Universidad de Concepción (N) | 17  | 5  | 7 | 5  | 021:190 | +2    | 22     |
| 13.                                | Santiago Wanderers            | 17  | 5  | 6 | 6  | 020:250 | −5    | 21     |
| 14.                                | Audax Italiano                | 17  | 5  | 4 | 8  | 023:250 | −2    | 19     |
| 15.                                | Everton                       | 17  | 5  | 1 | 11 | 016:290 | −13   | 16     |
| 16.                                | Unión La Calera               | 17  | 3  | 6 | 8  | 015:240 | −9    | 15     |
| 17.                                | Rangers de Talca              | 17  | 4  | 3 | 10 | 020:320 | −12   | 15     |
| 18.                                | CD Huachipato                 | 17  | 3  | 4 | 10 | 006:200 | −14   | 13     |
| Quelle: rsssf.org, Stand: Endstand |                               |     |    |   |    |         |       |        |

Unión Española ist bereits als Meister der Primera División 2013 Transición bereits für die Copa Libertadores 2014 qualifiziert.
| (M) | Vorjahresmeister |
| (N) | Aufsteiger       |

## Meisterschaftsendspiel
| Datum             |                      | Ergebnis |              | Ort                                 |
| ----------------- | -------------------- | -------- | ------------ | ----------------------------------- |
| 10. Dezember 2013 | Universidad Católica | 0:1      | CD O’Higgins | Estadio Nacional de Chile, Santiago |

Mit dem Erfolg wurde der CD O’Higgins zum ersten Mal chilenischer Meister.

## Die Meistermannschaft O’Higgins
|  | O’Higgins |
|  | - Tor: Paulo Garcés (16/-); Roberto González (2/-) - Abwehr: Julio Barroso (18/1); Alejandro López (15/1); Yerson Opazo (15/-); Mariano Uglessich (12/0); Benjamín Vidal (10/-); Bastián San Juan (2/-) - Mittelfeld: Gonzalo Barriga (17/1); Pablo Hernández (16/7); César Fuentes (15/-); Braulio Leal (12/-); Claudio Meneses (11/-); Nicolás Vargas (11/-); Fernando Gutiérrez (7/-); Juan Fuentes (2/-); Roberto Órdenes (1/-) - Angriff: Pablo Calandria (17/9); Luis Pedro Figueroa (15/2); Francisco Pizarro (15/4); Osmán Huerta (10/1); Carlos Escobar (9/-) - Trainer: Eduardo Berizzo |

## Beste Torschützen
| Rang | Spieler               | Klub                    | Tore |
| ---- | --------------------- | ----------------------- | ---- |
| 1    | Luciano Vázquez       | Unión Española          | 11   |
| 2    | Pablo Calandria       | CD O’Higgins            | 9    |
|      | Ismael Sosa           | CD Universidad Católica | 9    |
| 4    | Roberto Gutiérrez     | CD Palestino            | 8    |
| 5    | Javier Elizondo       | Deportes Antofagasta    | 7    |
|      | Sebastián Jaime       | Unión Española          | 7    |
|      | Pedro Pablo Hernández | CD O’Higgins            | 7    |
|      | Sebastián Pol         | CD Santiago Wanderers   | 7    |
|      | Nicolás Castillo      | CD Universidad Católica | 6    |
|      | Álvaro Navarro        | CD Cobresal             | 6    |

## Pre-Liguilla Copa Libertadores

### Halbfinale
|                  | Gesamt          |                         | Hinspiel | Rückspiel |
| ---------------- | --------------- | ----------------------- | -------- | --------- |
| CD Palestino     | 2:4             | CF Universidad de Chile | 1:1      | 1:3       |
| Deportes Iquique | 3:3 (3:2 i. E.) | Universidad Católica    | 2:2      | 1:1       |

### Finale
Das Hinspiel fand am 19. Dezember, das Rückspiel am 22. Dezember statt.
|                  | Gesamt |                         | Hinspiel | Rückspiel |
| ---------------- | ------ | ----------------------- | -------- | --------- |
| Deportes Iquique | 0:5    | CF Universidad de Chile | 0:1      | 0:4       |

Mit dem Erfolg qualifizierte sich CF Universidad de Chile für die Copa Libertadores 2014, Finalist Deportes Iquique für die Copa Sudamericana 2014.